# Долени (дем Хрупища)
 Тази статия е за селото в Гърция.  За селото в България вижте Долени.  
До̀лени (на гръцки: Ζευγοστάσιο, Зевгостасио или Ζευγοστάσι, Зевгостаси, катаревуса: Ζευγοστάσιον, Зевгостасион, до 1927 година Δόλιανη, Доляни) е село в Егейска Македония, Гърция, дем Хрупища на област Западна Македония.

## География
Селото се намира на 12 километра югозападно от демовия център Хрупища (Аргос Орестико), между ридовете Гадживица, Влашки път, Братилица и Жилище на планината Одре (Одрия).

## История

### В Османската империя
Селото се споменава в османски дефтер от 1530 година под името Долани с 36 християнски семейства. Според местни легенди селото първоначално било по нагоре в планината, близо до църквата „Света Петка“, но е разрушено в смутните години при управлението на Али паша Янински и е възстановено от селяните на сегашното си място като по-добро.
В края на XIX век Долени е чисто българско село. Според статистиката на Васил Кънчов („Македония. Етнография и статистика“) в 1900 година Долени има 224 жители българи.
На Етнографската карта на Битолския вилает на Картографския институт в София от 1901 година Долени е чисто българско село в Костурската каза на Корчанския санджак с 32 къщи.
В началото на XX век цялото население на Долени е под върховенството на Цариградската патриаршия, но след Илинденското въстание в началото на 1904 година минава под върховенството на Българската екзархия. Същата година турските власти не допускат учителия Сидер Адамов от Галища да отвори българско училище в селото. По данни на секретаря на екзархията Димитър Мишев („La Macédoine et sa Population Chrétienne“) в 1905 година в Долени има 280 българи екзархисти.
Гръцки статистики от 1905 година не отразяват промяната и показват Доляни като село с 300 жители гърци.
Селото пострадва от Гръцката въоръжена пропаганда в Македония, като е нападано от андартски чети. Според Георги Константинов Бистрицки Долени преди Балканската война има 40 български къщи.
Според Георгиос Панайотидис, учител в Цотилската гимназия в 1910 година в Долени (Ντόλενη) има 40 семейства „православни българогласни гърци“, които от 1902 до 1906 година са в схизмата, но после се връщат към Патриаршията.
При избухването на Балканската война в 1912 година четирима души от Долени са доброволци в Македоно-одринското опълчение.
На етническата карта на Костурското братство в София от 1940 година, към 1912 година Долени е обозначено като българско селище.

### В Гърция
През войната селото е окупирано от гръцки части и остава в Гърция след Междусъюзническата война. След 1914 година 6, а след 1919 година още 8 жители на Долени емигрира в България по официален път. В селото има 2 политически убийства. Боривое Милоевич пише в 1921 година („Южна Македония“), че Доляни (Дољани) има 30 къщи славяни християни. В 1927 година селото е прекръстено на Зевгостасион. Освен външната миграция за намаляването на населението допринася и вътрешната към големите градове в Гърция. Жителите на селото работят предимно като мелничари. Гурбетчийството се вижда и от преброванията - в 1920 година има 69 мъже и 157 жени, в 1928 година 77 мъже и 130 жени, а в 1940 година 71 мъже и 116 жени.
По време на Гражданската война Долени пострадва силно, като 20 души загиват, а много семейства бягат в градовете, а 7 души емигрират в социалистическите страни. Десет деца от Долени са изведени извън страната от комунистическите части като деца бежанци.
| Година    | 1913 | 1920 | 1928 | 1940 | 1951 | 1961 | 1971 | 1981 | 1991 | 2001 | 2011 | 2021 |
| --------- | ---- | ---- | ---- | ---- | ---- | ---- | ---- | ---- | ---- | ---- | ---- | ---- |
| Население | 344  | 226  | 207  | 187  | 87   | 81   | 42   | 47   | 30   | 26   | 6    | 4    |

## „Успение Богородично“
В селото е разположена средновековната църква от XI век „Свето Успение Богородично“. Църквата е кръстокуполна, със запазени външни стенописи от XIV или XV век.

## Личности
Родени в Долени
- Атанас Котулев (Атанасиос Котулас), гръцки андартски деец, четник[18]
- Васил Бабулев, български общественик, деец на българското църковно и просветно дело в Хрупища
- Васил Сидов (1874 – ?), опълченец от Македоно-одринското опълчение, Първа рота на Осма костурска дружина[19]
- Георги Бабулев, български общественик, деец на българското църковно и просветно дело в Хрупища
- Георги Филипов, опълченец от Македоно-одринското опълчение, нестроева рота на Осма костурска дружина[20]
- Коста Василев, опълченец от Македоно-одринското опълчение, Четвърта рота на Осма костурска дружина[21]
- Никола Апостолов (Παπανικόλας Αποστολίδης), гръцки свещеник в началото на XX век[22]
- Паскал Паскалевски (1914 – 2003), писател, журналист и фолклорист в Югославия и Република Македония
- Яне Филипов, опълченец от Македоно-одринското опълчение, Първа нестроева рота на Осма костурска дружина[23]

Други
- Спартак Паскалевски (р. 1947), български художник, по произход от Долени